# Epicausis vaovao
Epicausis vaovao là một loài bướm đêm trong họ Noctuidae.